# Іда Фінк
Іда Фінк (пол. Ida Fink; 11 січня 1921, Збараж — 27 вересня 2011, Тель-Авів) — польсько-ізраїльська письменниця, чималу частину творчості якої займала тема Голокосту.

###### Біографія
Іда Фінк народилася 11 січня 1921 року у старовинному містечку Збаражі, Тарнопольського воєводства, Польської республіки (тепер Тернопільська область, Україна) у заможній та освіченій єврейській родині. Батько Людвик Ландау був лікарем, мати, з природничою освітою, вчителювала у Збаразькій державній гімназії імені Генріха Сенкевича. 
1938 року родина Ландау переїхала зі Збаражу до Львова. Тут Іда Ландау з батьками мешкала в будинку на вул. Словацького, 16, займалася по класу фортепіано у Вищому музичному інституті імені Миколи Лисенка. У 1941 році, з початком Другої світової війни її, як і багатьох євреїв, переселили в ґетто. Про це письменниця згадує в одному з інтерв'ю:
|  | Коли я дісталася до будинку, Збараж вже перебував під німецькою окупацією. Нацисти встигли спалити синагогу і здійснити серію перших вбивств. Незабаром після мого приїзду відбулася так звана «дика операція», ще не названа своїм справжнім ім'ям, жертвою якої став 71 осіб, у тому числі герой моєї розповіді, має назву «Латка часу». Її провели вельми підступним і віроломним способом. За наказом німецького коменданта всіх молодих людей скликали на ринок. Ми з сестрою теж вирушили туди, але при вигляді величезної юрби страшно перелякалися і повернулися додому.... Лише після повернення додому ми дізналися, що сталося. Виявилося, з числа присутніх тоді відібрали 70 осіб, а пізніше ще й витягли рабина з дому. Всю цю групу завантажили на вантажівки, які з ревом покинули ринкову площу. Їх розстріляли у лісі, прямо під самим Збаражем.... Це була перша така операція в Збаражі. До того, як в 1942 році створили гетто, пройшли ще три або чотири подібних. Тільки завдяки випадку нам вдалося залишитися в живих. |

З гетто Іда Фінк у 1942 році вибралась на «арійську сторону», пережила війну за підробленими польськими документами. Згадує, що у цьому їй та її родині допомагали поляки. У 1957 році вже разом з чоловіком і дочкою емігрувала до Ізраїлю. Працювала бібліотекаркою, журналісткою на радіо, перекладачкою, однак завжди хотіла бути письменницею. Багато років пропрацювала в меморіалі Яд Вашем, записуючи розповіді євреїв, які пережили Голокост. На запитання, чи прощає вона тих, хто видавав та вбивав євреїв, відповіла:
|  | Це філософське питання ... (Після тривалого мовчання) Думаю, що ... так. (Пауза) Я не настільки жорстока, щоб не зуміти цього пробачити. Але, з іншого боку, коли я замислююся над всім що відбувалося і над собою сьогодні, після стількох років, то приходжу таки до висновку, що в такому прощенні немає повної правди. |

## Творчий шлях
Ізраїльська письменниця Іда Фінк пише польською мовою лише на одну тему — про те, як живуть, виживають і гинуть під час Голокосту. Вона є автором таких книг, як роман «Подорож» (1990) та збірки оповідань «Латка часу» (1987), «Сліди» (1996), «Відпливаючий сад» (2002). Її проза художньо економна і позбавлена емоцій. Творчість Іди Фінк відзначено літературними преміями декількох країн — Анни Франк у 1985 році (Голландія), меморіалу Яд Вашем у 1995 році (Ізраїль), польського PEN клубу в 2003 році і Пінхаса Сапіра у 2007 році. Премією Пінхаса Сапіра щорічно нагороджують найкращих ізраїльських письменників, які пишуть на івриті, але для письменниці зроблено виключення і вона стала першим ізраїльським автором, який пише мовою діаспори й кому присудили дану премію.

## Твори
- «Wiosna 1941» (2009);
- «Odpływający ogród» (2003);
- «Ślady» (1996);
- «Podróż» (1990, переклад на англійську мову: «The Journey»);
- «Skrawek czasu» (1987, переклад на англійську мову: «A Scrap of Time»).

## Українські переклади
- Подорож / Іда Фінк; переклад з польської Н. Римської. — Львів : Видавництво Старого Лева, 2017. — 248 с.
- Сад відпливає / Іда Фінк; переклад з польської Н. Римської. — Львів : Видавництво Старого Лева, 2021. — 320 с. — ISBN 978-617-679-953-5.

## Екранізація
У 2002 році спільно німецькі та швейцарські кінематографісти за романом «Подорож» відзняли телевізійний фільм «Останній притулок», на прем’єрі якого в Ізраїлі були присутні обидві героїні — Іда Фінк та її сестра, котрі пережили гетто, табірну роботу, втечу, примусову працю у самому центрі Німеччини.
За мотивами розповідей Іди Фінк у 2008 році було знято фільм «Весною 1941». Дія фільму «Весна сорок першого» розпочинається у 1971 році, коли віолончелістка з світовим ім'ям Клара Планк вперше за багато років приїжджає на батьківщину, де її захоплено зустрічають. Однак знайомі місця оживили в пам'яті події 1941 року, коли її родина рятувалася з міста до якого (як виявляється з діалогів) наближалися гітлерівці..

## Визнання
- премія Анни Франк (1985);
- премія Альберто Моравіа (1996)
- спеціальна премія польського ПЕН-Клубу (2003)[6];
- Премія Ізраїлю (2008).

22 – 23 жовтня 2021 року в Збаражі, рідному місті письменниці, проходив Міжнародний літературно-мистецький фестиваль «Повернення Іди Фінк», присвячений  100-річного ювілею від народження письменниці, який вперше відзначається на національному рівні. Почесною гостею фестивалю була її донька, Мірі Наґлер.
В ході фестивалю було оголошено ім'я першої лауреатки Літературної премії імені Іди Фінк "Творчість заради порозуміння між людьми та народами», встановленої Збаразькою міською радою. За рішенням журі нею стала Олександра Гнатюк (Оля Гнатюк) – письменниця, публіцистка, дослідниця в галузі українознавства та історії, перекладачка та популяризаторка української літератури, професор Національного університету «Києво-Могилянська академія», співробітниця Інституту славістики Польської Академії Наук, Віце-президентка Українського ПЕН, членкиня «Ініціативи 1 грудня», голова Товариства промоції української культури в Польщі та польської в Україні.
У другий день фестивалю на будинку, в якому народилася Іда Фінк-Ландау, було встановлено меморіальну таблицю, автором якої є скульптор Роман Вільгушинський.